# Wilhelm Kweksilber
Wilhelm Kweksilber, auch bekannt unter dem Pseudonym Heinz / H. / Henk / Han Wielek (geboren am 13. März 1912 in Köln; gestorben am 7. Dezember 1988 in Amsterdam) war ein staatenloser, ab 1948 niederländischer Publizist und Politiker. Aufgrund seiner jüdischen Herkunft und seines politischen Engagements musste er 1933 aus Deutschland in die Niederlande emigrieren. Auch nach dem Zweiten Weltkrieg blieb er in den Niederlanden. Kweksilber leistete einen wichtigen Beitrag zur Verbreitung deutscher Filme und Bücher in den Niederlanden.

## Leben
Wilhelm Kweksilber wurde 1912 als Sohn von Estera Perlmutter und des Buchhalters Jakob Kweksilber (ursprünglich Jankiel Kwekzijlber). Die staatenlose orthodoxe jüdische Familie stammte aus Polen. Bei seiner Ansiedlung in Köln wurden die Vor- und Familiennamen modifiziert.
Wilhelm Kweksilber besuchte zunächst die jüdische Gemeindeschule in Köln und legte sein Abitur am Friedrich-Wilhelm-Gymnasium in Köln ab. Nach dem Abitur schlug er eine journalistische Laufbahn ein und begann sich für Politik zu interessieren. Im Jahr 1927 wurde er Mitglied der Sozialistischen Arbeiter-Jugend. Für die Westdeutsche Rundfunk AG und die Rheinische Zeitung schrieb er Literatur- und Filmkritiken. Im Jahr 1930 trat er dem Allgemeinen Deutschen Gewerkschaftsbund bei. Durch seine publizistische und politische Tätigkeit erregte er die Aufmerksamkeit der Nationalsozialisten. Er wurde in nationalsozialistischen Schriften angeprangert und mehrfach bedroht. Nach der Machtergreifung tauchte er in den Untergrund ab. Einer Verhaftung nur knapp entgangen, entschloss sich Wilhelm Kweksilber im April 1933 zur Flucht in die Niederlande.
Er ging nach Amsterdam und unterstützte im Exil die Arbeit der Sozialdemokratischen Partei. Um seinen Lebensunterhalt zu sichern, setzte er seine journalistischen Arbeiten fort, verfasste Artikel für Het Volk und arbeitete als Redakteur der sozialdemokratischen Exilzeitung Freie Presse. Er betätigte sich als Buchkritiker beim Institut für Arbeiterentwicklung De Toorts. Im Jahr 1935 hat sich Kweksilber das Pseudonym Heinz Wielek gegeben, das er seit dieser Zeit für seine publizistischen Arbeiten und Aufsätze verwendete. Seit 1936 gehörte er zu den Sozialdemokraten, die sich für die Gründung einer Volksfront einsetzte. Gemeinsam mit Erich Kuttner, Egon Benda, Fritz Saar und anderen bildete er in Amsterdam eine Exilgruppierung der deutschen Sozialdemokraten. Nach der deutschen Invasion im Mai 1940 versuchte er zunächst, seinen Lebensunterhalt mit Deutschunterricht zu bestreiten.
Anfang Februar 1942 trat er eine Stelle bei der Expositur des Judenrates an, die Kontakte zu den deutschen Behörden unterhielt. Hier verhalf er mit der Ausstellung von Papieren Juden, die von Abschiebung und Deportation bedroht waren, zur Flucht bzw. beim Untertauchen. Im Juni 1943 wurden seine Schwester Ruth Mayer und seine Eltern, die seit 1937 ebenfalls in Amsterdam lebten, verhaftet und ins Durchgangslager Westerbork verschleppt. Wilhelm Kweksilber begleitete sie freiwillig ins Lager. Seine Eltern wurden von Westerbork aus im Juli 1943 deportiert und im Vernichtungslager Sobibor ermordet, seine Schwester Ruth wurde am 30. November 1943 im KZ Auschwitz ermordet. Da Kweksilber mit einer Nichtjüdin verheiratet war, konnte er nach Amsterdam zurückkehren. Dort nahm er seine Arbeit bei der Expositur wieder auf. 1944 tauchte er in die Illegalität unter und versteckte sich im Haus seiner Schwiegereltern. Hier arbeitete er an einem Buch über die Verfolgung der Juden in den Niederlanden während der deutschen Besatzung. Es erschien 1947 unter dem Titel De oorlog die Hitler won (Der Krieg, den Hitler gewann).

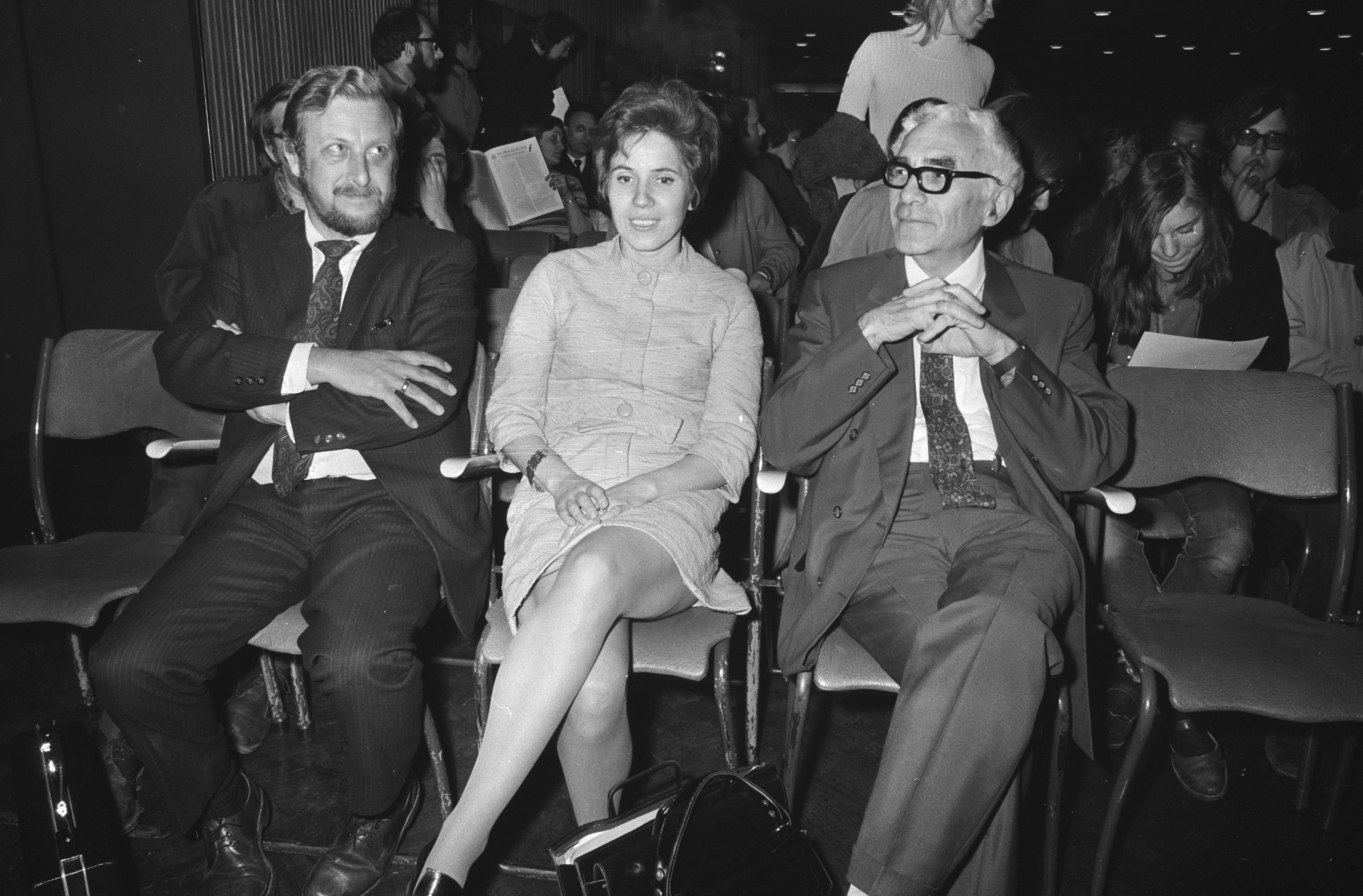
H. Wielek (rechts) mit Karel Roskam und Beate Klarsfeld bei einer Zusammenkunft der J'accuse–Stiftung, Amsterdam 1971

Nach dem Ende des Zweiten Weltkrieges entschloss sich Heinz Wielek nicht nach Deutschland zurückzukehren. Eine ihm angebotene Stellung bei der Gewerkschaft schlug er mit der Begründung aus, dass er "nicht inmitten von Mördern leben könnte". Er änderte sein Pseudonym in H. Wielek, später veröffentlichte er seine publizistischen Werke auch als Henk und Han Wielek. Im Januar 1948 nahm der staatenlose Kweksilber die niederländische Staatsangehörigkeit an.
Nach dem Krieg war er als Direktor des Bildungszentrums "Vrij Nederland" und der Kulturabteilung des Amsterdamer Sozialamtes tätig. Hier kümmerte er sich u. a. um die Einbindung der Arbeitslosen und sozial Schwächeren in die Gesellschaft. Er organisierte Kurse, Konzert- und Ausstellungsbesuche, um die Bevölkerungsgruppen aus der gesellschaftlichen Isolation zu holen.
Für eine große Anzahl von Zeitungen und Zeitschriften, wie De Vlam, Vrij Nederland, Het Parool, De Nieuwe Linie, Chronik der Kunst und Kultur schrieb er zahlreiche Kritiken bevorzugt über die deutsche Nachkriegsliteratur. Er arbeitete als Mitarbeiter und Redakteur für das Film Forum und Critical Film Forum. Als Kritiker schätzte Wielek die Literatur aus Westdeutschland, ganz im Gegensatz zu den deutschen Nachkriegsfilmen, die er als Filme voller Trümmerromantik und Selbstmitleid charakterisierte.
Bereits seit Ende der 1940er Jahre bemühte er sich um die Verbesserung der deutsch-niederländischen Beziehungen. Er lud Schriftsteller wie Erich Kästner und Heinrich Böll in die Niederlande ein und hielt Vorträge in der Bundesrepublik, insbesondere vor Jugendlichen. In den folgenden Jahrzehnten beobachtete er die politische Entwicklung in Deutschland: kritisch verfolgte er die Wiederbewaffnung und wandte sich scharf gegen den RAF-Terrorismus während des Deutschen Herbsts Ende der 1970er Jahre.
Wielek war Vorstandsmitglied des kulturellen Rates der Niederlande und Vorsitzender der niederländischen Sektion des internationalen Schriftstellerverbandes P.E.N. Er gründete die J'accuse –Stiftung und ein Anfang Mai 1969 eingerichtetes Komitee für Wachsamkeit gegen einen noch lebenden Faschismus.

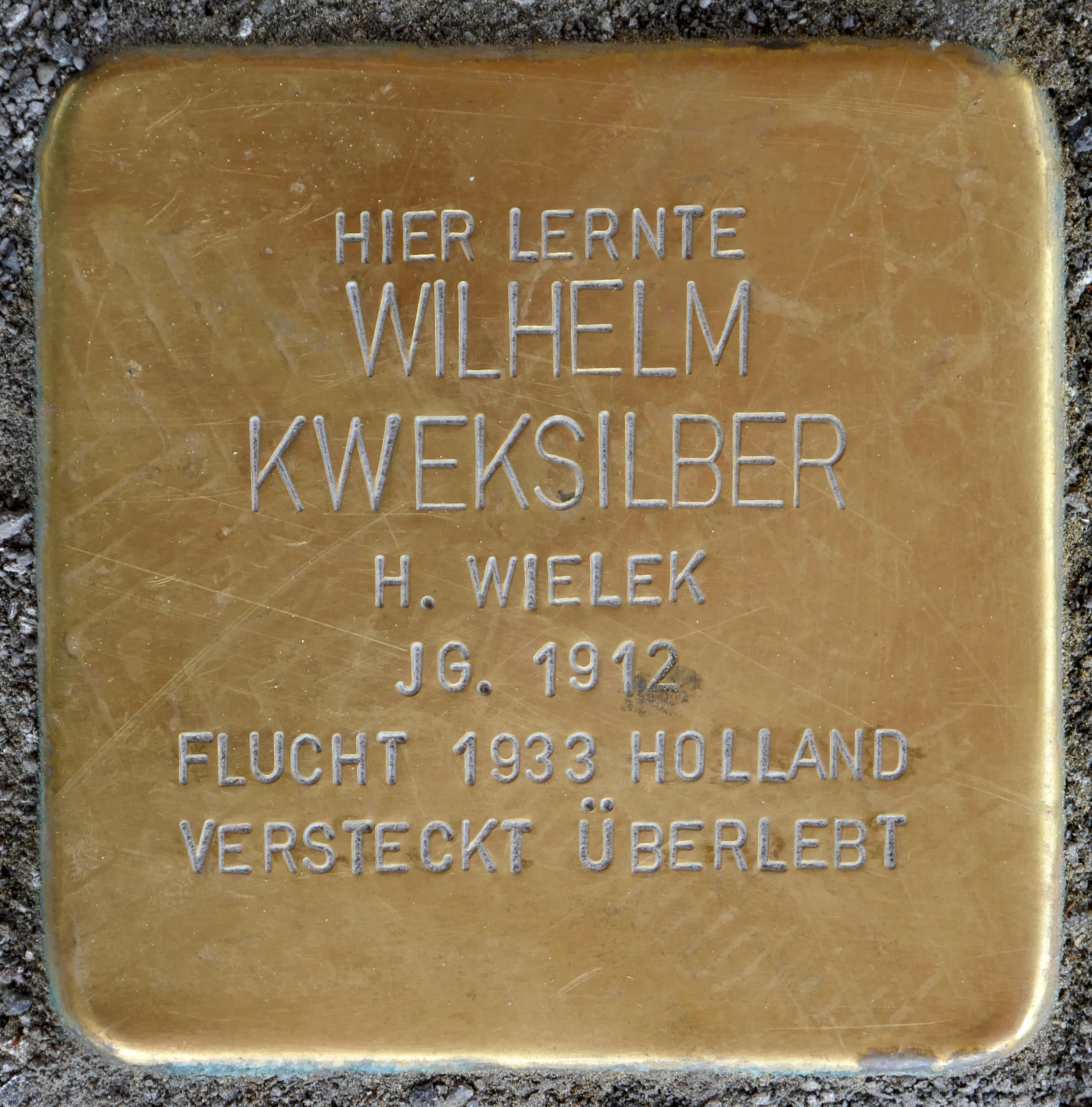
Stolperstein für Wilhelm Kweksilber vor dem Kölner Friedrich-Wilhelm-Gymnasium (Severinstraße 241)

Kweksilber war Mitglied der Partij van de Arbeid (PvdA), deren Arbeit er über die Jahrzehnte durchaus kritisch betrachtete. Am 10. Juli 1973 wurde er als Abgeordneter für die PvdA in die Erste Kammer der Generalstaaten gewählt, wo er als Kultursprecher tätig war.
Aus gesundheitlichen Gründen legte er ab 1977 die meisten seiner Ämter, am 18. September 1978 auch seinen Sitz in der Ersten Kammer nieder. Nach langer, schwerer Krankheit starb er am 7. Dezember 1988 im Alter von 76 Jahren. Der persönliche Nachlass von Henk Wielek befindet sich heute im Internationaal Instituut voor Sociale Geschiedenis in Amsterdam.
Im April 2018 wurde vor dem Friedrich-Wilhelm-Gymnasium in Köln ein Stolperstein verlegt, um an Wilhelm Kweksilber zu erinnern.

## Privates
Am 28. August 1937 heiratete er die Buchhalterin Johanna de la Court. Diese Ehe gestattete ihm, sich dauerhaft in den Niederlanden aufzuhalten. Aus der im September 1951 geschiedenen Ehe gingen zwei Kinder hervor. Am 7. März 1952 heiratete er die Übersetzerin und Publizistin Willy Berg. Diese Ehe blieb kinderlos.

## Werke von Heinz (Henk) Wielek (Auswahl)
- Proletenviertel, Köln (1928)
- Nazideutsche Jugenderziehung, in "Die Sammlung", 1933/34, Heft 5
- Der Mörder von John Walker, in "Die Sammlung", 1934/35, Heft 1
- Verse der Emigration, Karlsbad (1935)
- Kroniek van kunst en kultuur, Amsterdam (1946)
- De oorlog die Hitler won, Amsterdam (1947)
- De stern van Europa, Amsterdam (1948)
- Lof der vacantie: een wandeling met vacantiegangers, Amsterdam (1948)

Beteiligt an:
- Literatuur der Duitse emigranten (1936)
- Het vroolijke gildeboek, Hilversum (1938)
- Buitenlandse letterkunde na 1945, Utrecht/Antwerpen, Aula (1964) (mit: J.Tans, R. Drain, G. Geers, C.Ypes)
- Duitsland: voorbeeld of waarschuwing? Baarn, Het Wereldvenster (1976) (mit: Artur Lehning, P.H. Bakker Schut)